# Wedy
Koffi Wodi Gabla, plus connu sous le nom de scène de Wedy,, né le 18 août 1981 à Lomé, est un chanteur auteur-compositeur-interprète togolais. Il est considéré comme le pionnier du RnB au Togo dans les années 2000.

## Biographie

### Enfance et études
Wedy naît le 18 août 1981 au quartier Bè dans la ville de Lomé (Togo), où il fait ses études primaires et secondaires avant de continuer plus tard dans la ville de Dapaong au nord du Togo. Il est issu d'une famille de 6 enfants et originaire du quartier populaire Bè-Kpéhénou. Sa passion pour la musique lui vient à l'âge de sept ans par l'interprétation des chansons de Michael Jackson, Stevie Wonder ou encore Lionel Richie.

### Carrière musicale
Considéré comme le précurseur du RnB au Togo dans les années 2000, Wedy n'a pas commencé sa carrière en solo ,,,,,.
En 1993, il commence en tant que chanteur au sein d'une troupe à Dapaong en faisant des reprises de chanteurs tels que Snow and Shabba Ranks ou Naughty by Nature, avant de rejoindre en 1996-1997 le trio Pushing Injection composé de ses amis rappeurs de quartiers :  Mouyi d’origine Anago et Raoul. Ils ont participé à la 1re édition des All Music Awards. Deux ans après la dissolution du groupe en 1988, en 2000, il intègre le groupe Wise constitué des chanteurs Small Poppy, DJ Fox, Chairman et Sweety. Ils sortent un album de 7 morceaux intitulé Mifiomlo signifiant « apprenez-moi » en langue éwé. Après 3 ans, Wedy décide de quitter le groupe en 2004 pour continuer seul dans le RnB,,.

### Vie privée
En début d'année 2023, il perd sa mère Hillah Ayele Mawoulawoe Francisca à qui il dédie une chanson intitulée Hommage Hillah Ayélé Mawoulawoè Francisca 1943-2023.

## Discographie
- 2000 : Mifiom lo avec le groupe Wise[7]
- 2003 : New Day[7]
- 2004 : Gogbalo[11]
- 2006 : Enyo
- 2010 : Cadeau

### Singles
Listes, 
- 2004 : Magnetow (featuring Jerry Jay)
- 2004 : Lonlon nya (featuring Eric Mc)[14]
- 2012 : Eyena, Woedeka
- 2013 : Cendrillon
- 2014 : Tonyédji
- 2015 : Gnoindé
- 2016 : Vamidzo
- 2018 : Vamidjo (remix) et Baby Vaa (featuring Kiko)[15]
- 2019 : Enuwo te no sessin, Nané Manya et Vamidzo
- 2020 : Hotsii[3] et Top Modèle et Mashup
- 2021 : Amolekpowo lo
- 2022 : Lonlon Nye, Okpénou (featuring Jah Phinga) et Ewoye  (featuring Prince Ekouekid)
- 2023 : Mitin 2  (featuring Beatpopovelo)

## Distinctions

### Récompenses
- 2003 à 2006 : Trophée de la 1re édition et 2e édition  dans la catégorie tube soul RnB par All Music Awards avec le titre Enubué, Gogbalo et l'album  New Day, Enyo[2],[16].
- 2007 : Meilleur Tube Soul RnB par All Music Awards avec le titre Mitin[17].
- 2013 : Lauréats des cinq (05) artistes ayant marqués les dix (10) ans du Hip-Hop togolais par All Music Awards[18].
- 2018 : Nommé par CEDEAO Music Awards pour la cérémonie à Abidjan (Côte d’Ivoire)[19].
- Trophée et diplôme honorifique pour son engagement en faveur de la lutte contre le Sida[12].

## Concerts et scènes
Liste des concerts ,
- 1997 : Concours national de Hip-Hop organisé par la TVT.
- 2003 : Hall des Arts le novembre de Cotonou au Bénin.
- 2004 : Célébration de la qualification du Bénin pour la CAN au côté de Gnonnas Pedro.
- 2004 : Tournée européenne le 26 décembre à Paris, Bruxelles et Düsseldorf.
- 2009 : Célébration de 50 ans de la fête de la musique le 21 juin à Lomé et non loin de la cathédrale Notre-Dame d'Amiens[20].